# Hazar, Turkmenistan
Hazar  este un oraș  în  provincia Balkan, Turkmenistan, port la Marea Caspică. În trecut a purtat numele de Çeleken, transliterat uneori și Cheleken / Celeken.